# Campionato italiano di flag football
Il campionato italiano di flag football è stato regolarmente disputato a partire dal 1998. Fino al 2006, l'attività relativa a questo sport era gestita dall'associazione American Football Players (AFP). Dal 2007 il campionato è organizzato dalla Lega Italiana Flag Football (LIFF).
Il campionato è giocato da squadre miste; il regolamento utilizzato è quello stabilito dalla Federazione Internazionale di Football Americano, fatta eccezione per alcune modifiche nazionali.
Nel 2012 ha avuto luogo in forma sperimentale il primo campionato femminile, strutturato in una sola giornata in cui si sono incontrate 6 squadre; dal 2013 il campionato femminile è stato ufficializzato in una competizione chiamata "F3" (Flag Football Femminile).

## Formato della competizione

### Struttura del torneo
Le squadre partecipanti sono in numero variabile (nel 2013 sono 30), suddivise secondo criteri geografici in 3 gironi detti "division":
- Division Nord-Ovest (Valle d'Aosta, Piemonte, Liguria, parte della Lombardia, parte dell'Emilia-Romagna)
- Division Nord-Est (parte della Lombardia, parte dell'Emilia-Romagna, Friuli-Venezia Giulia, Marche)
- Division Centro-Sud (Toscana, Umbria, Lazio, Abruzzo, Puglia)

Il campionato (giocato da giugno ad ottobre) è strutturato su una serie di tornei, detti bowl, in cui si possono incontrare squadre provenienti dalla stessa division (bowl divisionali) o da division differenti (bowl interdivisionali); ultimo bowl della stagione regolare è poi ogni anno il Big Bowl, che si tiene a Cervia all'inizio del mese di settembre. A questo bowl (valido anche come campionato "VerdeAzzurro AICS") partecipano tutte le squadre. Al termine della stagione regolare (nel 2013 composta di 6 bowl) le migliori 5 squadre accedono direttamente al Finalbowl, mentre le successive 8 disputano un playoff (detto "wildcard") per conquistare l'accesso al Finalbowl (3 posti rimanenti). Per accedere alla wild card è necessario che la squadra abbia disputato almeno 4 bowl durante la stagione regolare; a partire dalla wild card possono essere schierati solamente giocatori che abbiano disputato almeno 2 bowl di stagione regolare.
A partire dal 2012 ai bowl divisionali e interdivisionali si affianca una giornata in cui i bowl sono strutturati a fasce di merito:
- Golden Bowl (prime 8-10 squadre della classifica delle prime 3 giornate)
- Silver Bowl (successive 8-10 squadre)
- Bronze Bowl (squadre di fondo classifica)

Nel 2013 è stato tentato l'esperimento di sdoppiare wild card e Finalbowl, per consentire ad un maggior numero di squadre di accedere ai playoff. La struttura diventava così la seguente:
- Le prime 5 squadre della stagione regolare accedono direttamente al Finalbowl
- Le successive 8 disputano la wild card A; le 3 migliori classificate passano al Finalbowl, le restanti 5 sono comunque classificate al Pridebowl (Finalbowl di seconda fascia)
- Le 8 che seguono disputano la wild card B; le 3 migliori classificate passano al Pridebowl.

Non essendosi disputato il Pridebowl per rinuncia di parte delle squadre qualificate, per il 2014 si è optato per un doppio turno di playoff.

### Il Power Ranking
A partire dal 2007 la classifica non utilizza più un sistema a punti o a percentuale di vittorie (quest'ultimo molto comune nel football americano), bensì un algoritmo chiamato "Power Ranking". Nel calcolo del punteggio, oltre alla percentuale di vittorie, entrano altri fattori come la forza della squadra incontrata e la differenza punti e dei bonus o malus a seconda del numero e tipo di bowl giocati (o non giocati); il vantaggio di questo sistema è quello di essere in grado di calcolare una classifica più veritiera per un campionato in cui le varie squadre possono giocare un numero diverso di partite e non si incontrano tutte .

## Evoluzione del campionato italiano di flag football

### Cronologia
| Anno | Campionato maggiore | Altre leghe - Tornei | Campionato Femminile |
| ---- | ------------------- | -------------------- | -------------------- |
| 1996 |                     | Memorial Leo Rubini  |                      |
| 1997 |                     | Memorial Leo Rubini  |                      |
| 1998 | AFP Senior League   |                      |                      |
| 1999 | AFP Senior League   |                      |                      |
| 2000 | AFP Senior League   |                      |                      |
| 2001 | AFP Senior League   |                      |                      |
| 2002 | AFP Senior League   | NWC Flag Open        |                      |
| 2003 | AFP Senior League   | NWC Flag Open        |                      |
| 2004 | AFP Senior League   |                      |                      |
| 2005 | AFP Senior League   |                      |                      |
| 2006 | AFP Senior League   |                      |                      |
| 2007 | LIFF Senior League  |                      |                      |
| 2008 | LIFF Senior League  |                      |                      |
| 2009 | LIFF Senior League  |                      |                      |
| 2010 | LIFF Senior League  |                      |                      |
| 2011 | LIFF Senior League  |                      |                      |
| 2012 | LIFF Senior League  |                      | Campionato femminile |
| 2013 | LIFF Senior League  |                      | F3                   |
| 2014 | LIFF Senior League  | Campionato AIFA      | F3                   |
| 2015 | LIFF Senior League  | Campionato AIFA      | F3                   |
| 2016 | LIFF Senior League  | Campionato AIFA      | F3                   |

## Struttura dei campionati nella Stagione 2014

### Senior League

#### Division Nord-Ovest
- Blackreds Aosta
- Razorbacks Piemonte
- 65ers Arona
- Pirates Savona
- Flames Busto Arsizio
- Cleavers Cavriago
- X-Men Correggio
- Hedgehogs Boschetto
- Blue Storms Busto Arsizio
- Gators Busnago
- Tauri Torino

#### Division Nord-Est
- Taz30 Bologna
- Apaches Bologna

- Banditi Ferrara
- Guatti Ancona
- Gargoyles Ancona
- Leoni Palmanova
- Refoli Trieste
- Angels Pesaro

#### Division Centro-Sud
- Marines Rookies
- Steelers Terni
- Lumberjacks Fiuggi
- Marines Lazio
- Hunters Roma
- Raiders Roma
- Grizzlies Roma
- Black Hammers Ostia
- Goblins Lanciano
- 82'ers Napoli
- Sith Cagliari

### F3

#### Girone Nord
- Ranzide Trieste
- Panthers Parma
- Lynx 65ers Arona

#### Girone Sud
- Morrigans Palermo
- Black Matas Messina
- Elephants Catania

### Federazioni e Leghe di flag football
- FIDAF - Federazione Italiana Di American Football (dal 2001). Riconosciuta dal CONI il 17 dicembre 2010 come rappresentante del football italiano.
- LIFF - Lega Italiana Flag Football

#### Internazionali
- EFAF - Federazione Europea di Football Americano
- IFAF - Federazione Internazionale di Football Americano

### Trofei
- Finalbowl

### Altre voci sul flag football
- Flag football